# Brouwerij Omer Vander Ghinste

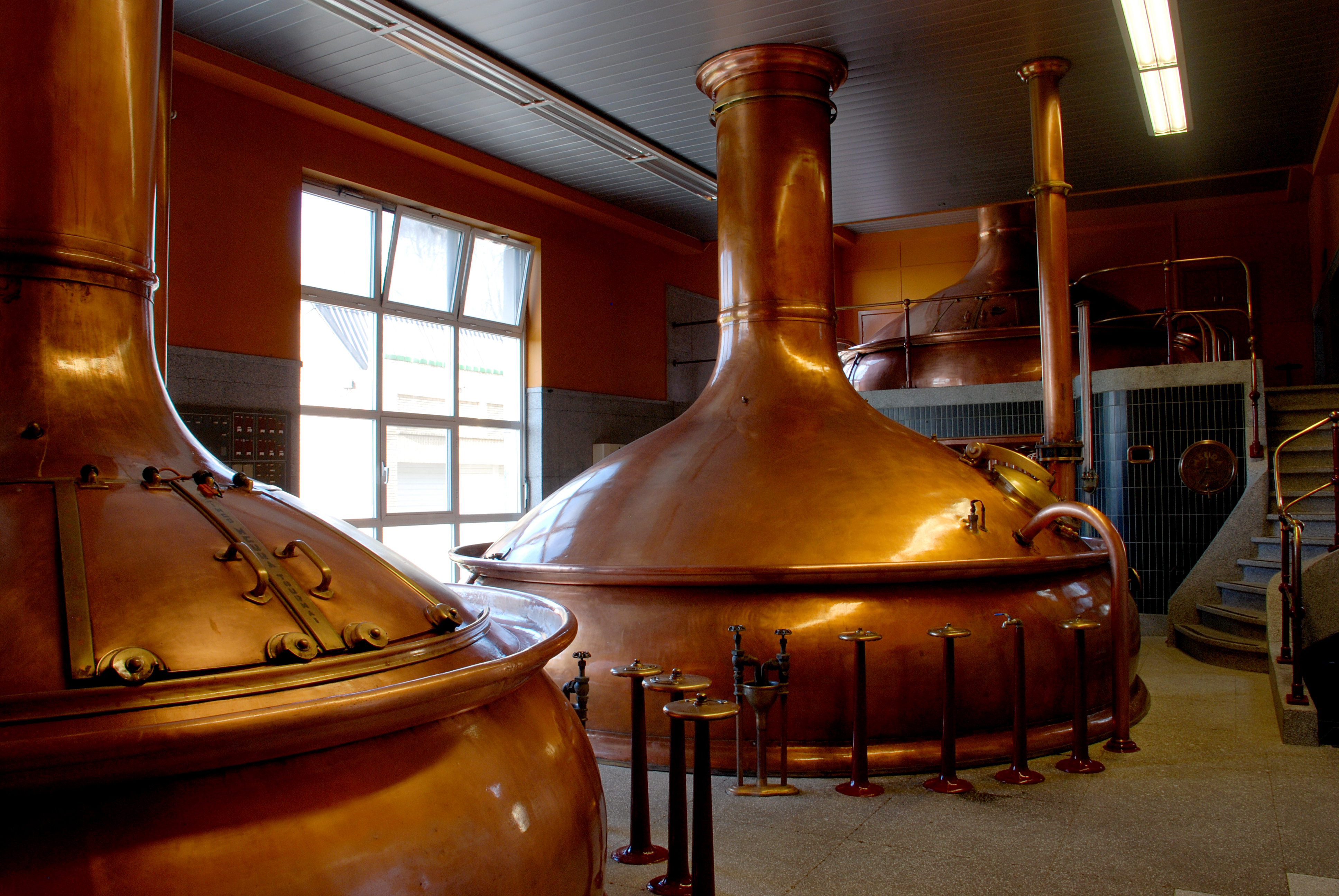
De voormalige brouwzaal met koperen ketels

Brouwerij Omer Vander Ghinste, van 1976 tot 2014 Brouwerij Bockor geheten, is een Belgische familiebrouwerij te Bellegem (deelgemeente van de stad Kortrijk). Er wordt vooral Bockor Pils en Omer gemaakt, naast een gamma kleinere bieren.

## Geschiedenis
In 1892 kocht Remi Vander Ghinste voor zijn zoon Omer een huis met brouwerijgebouwen te Bellegem, waar sinds 1869 bier werd gemaakt. Dit betekende de start van de familiebrouwerij. Omer Vander Ghinste huwde onmiddellijk daarna met Marguerite Vandamme, kleindochter van de brouwer Felix Verschuere. Het eerste bier dat gebrouwen werd, was Ouden Tripel (het huidige Vanderghinste Roodbruin). In die tijd hadden bieren nog geen echte naam. Daarom werden ze bieren Omer Vander Ghinste genoemd, een benaming die werd gepromoot door fraaie glas-in-loodramen te plaatsen in cafés waar ze verkrijgbaar waren. Moeder Marguerite noemde haar in 1901 geboren zoon om praktische redenen "Omer", zodat hij op termijn de dure ramen niet zou moeten aanpassen. Dit was het begin van een familietraditie.
Door het vroegtijdig overlijden van haar ouders, ooms en tantes erfde Marguerite in 1911 de brouwerij van haar grootvader. Deze Malterie et Brasserie Le Fort, vernoemd naar de voormalige Citadel van Kortrijk, was gelegen nabij het Plein en is bewaard. Dit betekende een plotse, forse uitbreiding voor de brouwerij van Omer Vander Ghinste. De site Le Fort werd gesloten en de brouwactiviteit overgebracht naar Bellegem. In de Doorniksewijk te Kortrijk werd een uitbreiding gebouwd onder de leiding van architect Jan Vanhoenacker. Hierin waren kantoren en een afvullerij gevestigd. 
Na een mislukte poging om het bedrijf in 1929 te verkopen aan Brouwerij Artois, werd beslist om zelfstandig door te gaan. In Bellegem werd een lage gistingtoren gebouwd die toeliet de Ghinst Pils te maken en er werd ook een koelschip geïnstalleerd. Vanaf 1931 werd gebrouwen onder de opgerichte nv Groote brouwerij Omer Vander Ghinste. In 1934 kreeg het pilsbier de naam Bockor, een samenstelling van het Duitse woord "Bock" en het Franse woord "or": de gouden pint. Bockor Pils staat voornamelijk sterk in het zuiden van West- en Oost-Vlaanderen. Het bier werd in 1938 onderscheiden met de gouden medaille op het Internationaal Voedingsinstituut te Amsterdam. In de periode 1977-2014 was de brouwerij naar dit pilsmerk vernoemd.
Bij het overlijden van Omer Remi Vander Ghinste in 1961 wijzigde de nv in een pvba en werd er ook gestopt met zelf te mouten. De mouterij werd in 1964 gesloopt om plaats te maken voor magazijnen. 
Het gamma groeide doorheen de jaren. In navolging van het succes van de gezoete lambiekbieren van Brouwerij Van Honsebrouck, ook in Vander Ghinste-cafés verspreid, werd in 1970 de Gueuze Jacobins gelanceerd. De naam verwees naar de straat in Parijs waar de Omer I tijdens de Eerste Wereldoorlog kortstondig verbleef en waar het klooster lag van waaruit de Club des Jacobins opereerde. Tot 1981 werd de geuze gemaakt met lambiekwort geleverd door Brouwerij Heyvaert uit Asse. De Kriek Jacobins volgde in 1983 en Jacobins Framboise in 1986. Een ander foederbier was de zurige, donkerrode Cuvée des Jacobins, bestemd voor de Amerikaanse markt. Het fruitbier Kriek Max zag het licht in 2002, gevolgd door een drietal varianten. Een groot succes was de lancering van Omer in 2008. Een zwaar donkerbruin bier volgde in 2013 onder de naam Brasserie LeFort, als eerbetoon aan de vroegere brouwerij. Er kwam enkele jaren later ook een Tripel LeFort.
In 2013 bedroeg de productie circa 42.000 hectoliter en in 2018 werd de kaap van 100.000 hectoliter overschreden na de installatie van een nieuwe brouwzaal met een capaciteit van 180.000 hl/jaar. De oude brouwzaal met koperen ketels uit 1947 en een capaciteit van 90.000 hl werd uit dienst genomen en maakt sindsdien deel uit van het bezoekerscentrum.
De brouwerij kondigde in 2014 aan dat ze zich weer omdoopte tot Brouwerij Omer Vander Ghinste. De familie Vander Ghinste, intussen aan de vijfde generatie toe, wil het familiekarakter meer in de kijker stellen.

## Bieren
- Omer. Traditional Blond
- Omer. Brut Nature
- VanderGhinste Roodbruin, vroeger Bellegems Bruin geheten (nog oudere naam Ouden tripel) - 5,5%
- Bellegems Witbier
- BLAUW
- Bockor Pils - 5,2%
- Cuvée des Jacobins - oorspronkelijk enkel voor de Amerikaanse markt
- LeFort en Tripel LeFort
- Ypra
- Max
  - Rosé Max
  - Kriek Max
  - Rouge Max

## Generaties
Vijf generaties zijn elkaar opgevolgd:
- Omer Vander Ghinste (°1869), aan het hoofd in de jaren 1892-1929
- Omer Remi Vander Ghinste (°1901), aan het hoofd in de jaren 1929-1961
- Omer Remi Vander Ghinste (°1933), aan het hoofd in de jaren 1961-2007 met zijn broer Pierre
- Omer Jean Vander Ghinste (°1964), aan het hoofd sinds 2007
- Omer Géry Vander Ghinste (°1993)